# The Platinum Collection (musikalbum av Queen)
Denna artikel handlar om samlingsalbumet av Queen. För andra betydelser, se The Platinum Collection (olika betydelser).
The Platinum Collection är en samlingsbox av det brittiska rockbandet Queen, utgiven i november 2000. Samlingsboxen innefattar bandets tre tidigare greatest hits-album; Greatest Hits, Greatest Hits II och Greatest Hits III.

## Låtlista
| 1.           | Bohemian Rhapsody                   | Freddie Mercury | A Night at the Opera | 5:55  |
| 2.           | Another One Bites the Dust          | John Deacon     | The Game             | 3:36  |
| 3.           | Killer Queen                        | Mercury         | Sheer Heart Attack   | 2:57  |
| 4.           | Fat Bottomed Girls (single version) | Brian May       | Jazz                 | 3:15  |
| 5.           | Bicycle Race                        | Mercury         | Jazz                 | 3:01  |
| 6.           | You're My Best Friend               | Deacon          | A Night at the Opera | 2:52  |
| 7.           | Don't Stop Me Now                   | Mercury         | Jazz                 | 3:29  |
| 8.           | Save Me                             | May             | The Game             | 3:48  |
| 9.           | Crazy Little Thing Called Love      | Mercury         | The Game             | 2:42  |
| 10.          | Somebody to Love                    | Mercury         | A Day at the Races   | 4:56  |
| 11.          | Now I'm Here                        | May             | Sheer Heart Attack   | 4:10  |
| 12.          | Good Old-Fashioned Lover Boy        | Mercury         | A Day at the Races   | 2:54  |
| 13.          | Play the Game                       | Mercury         | The Game             | 3:33  |
| 14.          | Flash (single version)              | May             | Flash Gordon         | 2:48  |
| 15.          | Seven Seas of Rhye                  | Mercury         | Queen II             | 2:47  |
| 16.          | We Will Rock You                    | May             | News of the World    | 2:01  |
| 17.          | We Are the Champions                | Mercury         | News of the World    | 2:59  |
| Total längd: | Total längd:                        | Total längd:    | Total längd:         | 57:43 |

| 1.           | A Kind of Magic                                      | Roger Taylor           | A Kind of Magic | 4:22    |
| 2.           | Under Pressure (edit) (med David Bowie)              | Queen, David Bowie     | Hot Space       | 3:56    |
| 3.           | Radio Ga Ga                                          | Taylor                 | The Works       | 5:43    |
| 4.           | I Want It All (single version)                       | Brian May              | The Miracle     | 4:01    |
| 5.           | I Want to Break Free (single version)                | Deacon                 | The Works       | 4:18    |
| 6.           | Innuendo                                             | Taylor, Mercury        | Innuendo        | 6:27    |
| 7.           | It's a Hard Life                                     | Mercury                | The Works       | 4:09    |
| 8.           | Breakthru                                            | Taylor, Mercury        | The Miracle     | 4:09    |
| 9.           | Who Wants to Live Forever (edit)                     | May                    | A Kind of Magic | 4:57    |
| 10.          | Headlong (original "Innuendo" LP edit)               | May                    | Innuendo        | 4:33    |
| 11.          | The Miracle (remix)                                  | Mercury, Deacon        | The Miracle     | 4:24    |
| 12.          | I'm Going Slightly Mad (original "Innuendo" LP edit) | Mercury, Peter Straker | Innuendo        | 4:07    |
| 13.          | The Invisible Man                                    | Taylor                 | The Miracle     | 3:58    |
| 14.          | Hammer to Fall (single version)                      | May                    | The Works       | 3:40    |
| 15.          | Friends Will Be Friends                              | Mercury, Deacon        | A Kind of Magic | 4:07    |
| 16.          | The Show Must Go On (early faded)                    | May                    | Innuendo        | 4:23    |
| 17.          | One Vision (single version)                          | May, Taylor            | A Kind of Magic | 4:02    |
| Total längd: | Total längd:                                         | Total längd:           | Total längd:    | 1:15:16 |

| 1.           | The Show Must Go On (live vid Théâtre National de Chaillot i Paris med Elton John) | May                                 |                           | 4:35    |
| 2.           | Under Pressure (med David Bowie; rah mix)                                          | Mercury, Bowie                      |                           | 4:08    |
| 3.           | Barcelona (single version) (framförd av Freddie Mercury och Montserrat Caballé)    | Mercury, Mike Moran                 | Barcelona                 | 4:25    |
| 4.           | Too Much Love Will Kill You                                                        | May, Frank Musker, Elizabeth Lamers | Made in Heaven            | 4:18    |
| 5.           | Somebody to Love (live vid Wembley Stadium med George Michael)                     | Mercury                             | Five Live (EP)            | 5:07    |
| 6.           | You Don't Fool Me                                                                  | Taylor, Mercury                     | Made in Heaven            | 5:22    |
| 7.           | Heaven for Everyone (single version)                                               | Taylor                              | Made in Heaven            | 4:37    |
| 8.           | Las Palabras de Amor (The Words of Love)                                           | May                                 | Hot Space                 | 4:29    |
| 9.           | Driven by You (framförd av Brian May)                                              | May                                 | Back to the Light         | 4:09    |
| 10.          | Living on My Own (Julian Raymond Album Mix) (framförd av Freddie Mercury)          | Mercury                             | Mr. Bad Guy               | 3:37    |
| 11.          | Let Me Live                                                                        | Taylor, Mercury                     | Made in Heaven            | 4:45    |
| 12.          | The Great Pretender (The Platters cover, framförd av Freddie Mercury)              | Buck Ram                            | The Freddie Mercury Album | 3:26    |
| 13.          | Princes of the Universe                                                            | Mercury                             | A Kind of Magic           | 3:31    |
| 14.          | Another One Bites the Dust (med Wyclef Jean)                                       | Deacon                              | The Game                  | 4:20    |
| 15.          | No-One but You (Only the Good Die Young)                                           | May                                 | Queen Rocks               | 4:11    |
| 16.          | These Are the Days of Our Lives                                                    | Taylor                              | Innuendo                  | 4:22    |
| 17.          | Thank God It's Christmas                                                           | Taylor, May                         | 1984 Christmas single     | 4:19    |
| Total längd: | Total längd:                                                                       | Total längd:                        | Total längd:              | 1:13:41 |